# Vera de Moncayo
Vera de Moncayo es un municipio y localidad española de la provincia de Zaragoza, en la comunidad autónoma de Aragón. El término municipal, ubicado en la comarca de Tarazona y el Moncayo, tiene una población de 315 habitantes (INE 2024) e incluye el Monasterio de Veruela.

## Geografía
Integrado en la comarca de Tarazona y el Moncayo, se sitúa a 77 km de la capital aragonesa. El término municipal es cruzado por la carretera nacional N-122 entre los pK 74 y 79 y por carreteras locales que comunican con Alcalá de Moncayo, Trasmoz y Litago. La superficie del término municipal alcanza los 27,52/ km². El Monasterio de Veruela se encuentra a un kilómetro de la villa.
El relieve del municipio está definido por el valle del río Huecha, un terreno con lomas y muelas al norte del río que superan los 700 m de altitud, y las primeras estribaciones de la sierra del Moncayo al suroeste. La carretera N-122 lleva hasta el puerto de las Lanzas Agudas (681 m), y luego sigue sentido Tarazona. La altitud varía entre los 918 m al suroeste, en el límite con Litago (pico Altirón) y los 580 m a orillas del río Huecha. El pueblo se halla a 631 m de altitud. Limita con los municipios de Grisel, Tarazona, Bulbuente, Trasmoz, Litago y Alcalá de Moncayo.

## Historia
Desde la prehistoria, el valle del río Huecha y toda la vertiente sur del Moncayo fue zona de paso y de explotación minera. Se han encontrado vestigios de poblamientos neolíticos y celtíberos. En época islámica podría haber existido una fortificación. Tras ser reconquistado el valle del Ebro, se disputaron la comarca los reinos de Castilla y Aragón. Después, también Navarra después pugnó por su dominio. 
La villa de Vera está documentada desde el año 1133 cuando quizás perteneciera ya al señorío de Borja. La fundación del Monasterio de Veruela a mediados del siglo XII determinó la economía y la población de las comarcas limítrofes. En 1172, por privilegio de Alfonso II de Aragón, el lugar de Vera, con su castillo, su término y pertenencias, es donado al monasterio. La villa fue una más de las que engrosaba el extenso patrimonio del cenobio. El vínculo señorial se mantuvo hasta la desamortización de 1835. Tras la exclaustración, el monasterio pasó a formar parte de la administración municipal de Vera. Vera es parte del Somontano del Moncayo, donde Tarazona es la población principal, con obispado propio, y referencia tradicional de la comarca, distante pocos kilómetros de Vera de Moncayo, 
El Diccionario geográfico-estadístico-histórico de España y sus posesiones de Ultramar, de Pascual Madoz, describe Vera (de Moncayo) como sigue:

VERA : v. con ayunt. de la prov. y aud. terr. de Zaragoza (13 leg.), c. g. de Aragón, part. jud. y dióc. de Tarazona (2). SIT. sobre una pequeña altura á las raíces orientales del Moncayo, á la izq. del r. Huecha: la baten todos los vientos; su CLIMA es fresco y saludable, aunque se padecen algunas pleuresías y pulmonías. Tiene 155 casas , inclusas la del ayunt. y cárcel; escuela de niños á la que concurren 40, dotada coa 1,100 rs. ; igl. parr. (La Natividad de Ntra. Sra.) servida por un párroco vicario de segundo ascenso, que nombraba el abad del real monast. de Veruela. una ermita dedicada á San Sebastian, y á 1/4 hora de esta v. se halla el suprimido real monast. de bernardos de Veruela, cuya descripción hacemos en su lugar (V.); el cementerio está sit. en paraje ventilado. Confina el term. por N. con Grisel; E. Bulbuente; S. Alcalá de Moncayo, y O. Trasmoz; su extensión es de 3/4 leg. en todas direcciones; en su radio comprendo el monte llamado Maderuela , muy poblado de carrascas, rebollos, coscojos, romeros, aliagas y tomillos; algunas canteras de yeso, y un carrascal en terreno llano de 1/4 hora do extensión, cuyo suelo sirve para pasto de ganados. El TERRENO es de buena calidad, participa de secano y de regadío que fertiliza el r. Morana. Los CAMINOS son locales en mal estado. El CORREO se recibe de Tarazona por balijero tres veces á la semana. PROD.: trigo, cebada, avena, judías, cáñamo y batatas; mantiene ganado lanar y vacuno, y hay caza de conejos, liebres y perdices. IND.: la agrícola y 3 molinos harineros. POBL. con Veruela: 95 vec., 430 alm. CAP. PROD.: 1.801,406 rs. IMP.: 118,400. CONTR.: 22,339.

En 1861 el poeta romántico Augusto Ferrán realizó una inspiradora estancia en el pueblo, que le motivó a escribir El puñal. Fue Ferrán quien dio a conocer el enclave a los hermanos Bécquer.
Hasta la reforma de la nomenclatura municipal de 1916 el municipio se llamaba simplemente Vera. En dicha fecha su nombre fue modificado por el de Vera de Moncayo.

## Demografía
Vera de Moncayo cuenta con una población de 315 habitantes (INE 2024).
| Gráfica de evolución demográfica de Vera de Moncayo entre 1842 y 2021 |
| |
| Población de derecho según los censos de población del INE Población de hecho según los censos de población del INEEn este censo se denominaba Vera y Veruela: 1842 En estos censos se denominaba Vera: 1857, 1860, 1877, 1887, 1897, 1900 y 1910 |

| 483           | 481 | 482 | 462 | 438 | 441 | 405 | 392 | 383 | 314 |
| (Fuente: INE) |     |     |     |     |     |     |     |     |     |

## Patrimonio

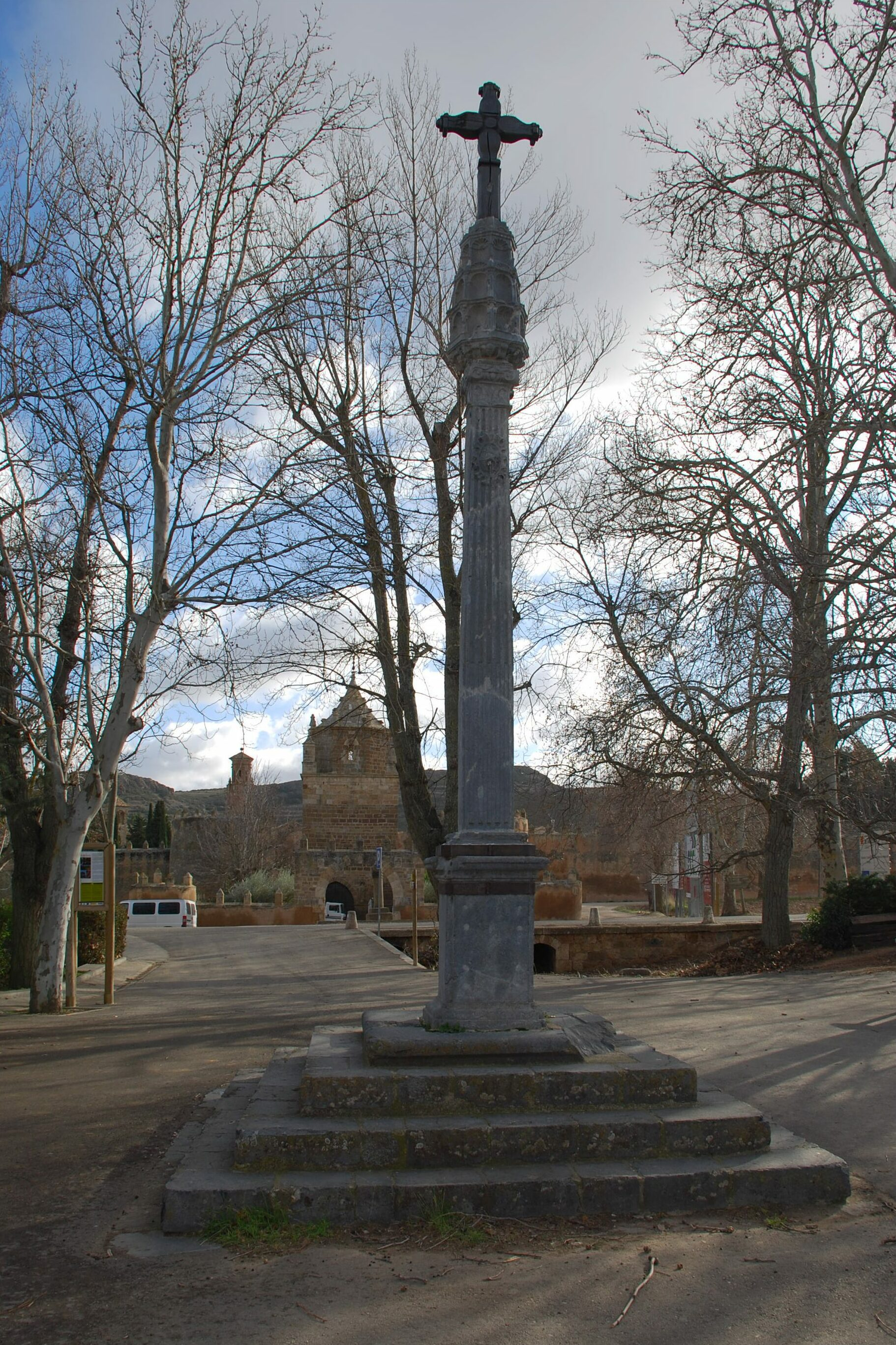
Cruz de veruela

- Castillo: En la parte alta del casco urbano se halla la ruina de lo que fue un castillo del siglo XIV, en el que destaca su torre cuadrangular con almenas góticas.
- La Iglesia de la Natividad: Se construyó adosada al castillo. Obra del siglo XVI. Su campanario de estilo mudéjar-renacentista se construyó sobre una de las torres del castillo. El retablo del altar mayor pertenecía a la capilla de San Bernardo del monasterio de Veruela. Es una de las obras esculturas principales del Renacimiento aragonés. También se han catalogado como procedentes de Veruela los retablos de la Virgen del Rosario y el de Santa Brígida.[10]
- La ermita de La Aparecida: Se erige junto a un pequeño encinar, en el lugar donde, según la leyenda, la Virgen se apareció a Pedro de Atarés, a quien pidió la construcción del Monasterio de Veruela.
- El yacimiento arqueológico de La Oruña[11] se halla situado en un promontorio a poca distancia del monasterio.  Contiene los restos de un poblado celtibérico. En Vera se ha abierto un centro de interpretación del yacimiento arqueológico.[12]
- Cruz negra de Veruela: Fue erigida en tiempos del abad Carlos Cerdán Gurrea (1561-1586), cuyas armas ostenta, con mármol de las canteras de Trasmoz. La cruz actual (de madera) es una réplica instalada tras una reciente restauración, motivada por la caída de un olmo seco sobre ella. Según la tradición (basada en la evocación de este lugar en sus Cartas desde mi celda), Gustavo Adolfo Bécquer, durante su estancia en Veruela, se sentaba a su pie para inspirarse y... para esperar todas las tardes la llegada del periódico.[13]

### Monasterio de Veruela

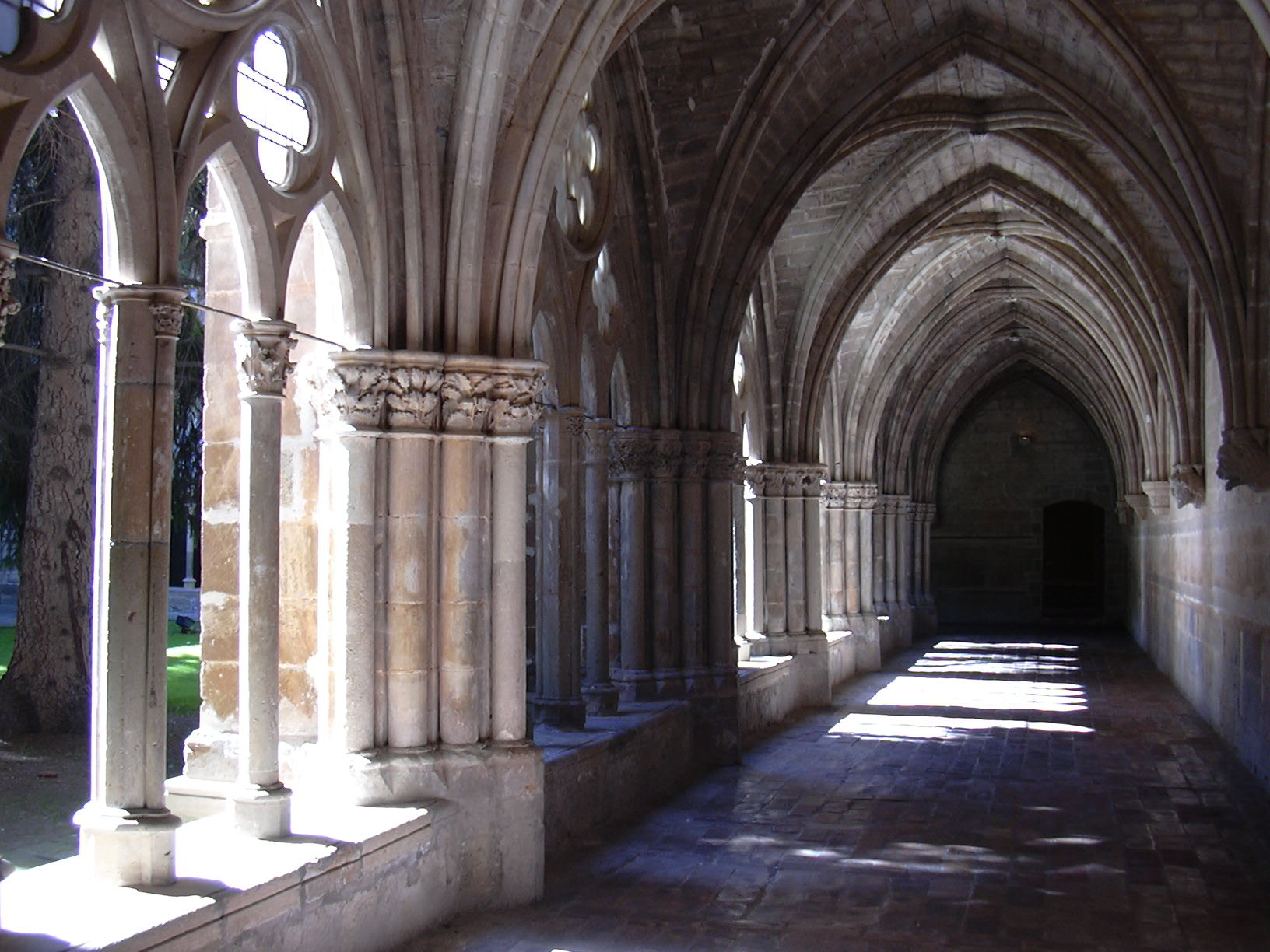
Claustro del monasterio

Se halla a un kilómetro de Vera, a la izquierda de la carretera que lleva hacia Alcalá y Añón. El Monasterio de Veruela, Monumento Nacional, fue fundado en 1145. De origen cisterciense, sigue sus patrones arquitectónicos. La orden lo abandonó tras la Desamortización de Mendizábal (1835), para ser ocupado por los jesuitas. Gustavo Adolfo Bécquer escribió Cartas desde mi celda cuando residió en la rehabilitad hospedería del monasterio en 1864. La Diputación de Zaragoza lleva a cabo su gestión desde 1976, que incluye la restauración y su orientación hacia actos culturales como conciertos o exposiciones.
La iglesia, de grandes dimensiones, consta de tres naves con bóveda de crucería. Destaca su puerta con arquivoltas sobre capiteles decorados con motivos vegetales y geométricos. El claustro, con grandes ventanales de arcos apuntados y decorados con tracerías comunica con el resto del monasterio: la sala capitular, el refectorio, el lavatorio, etc. En el siglo XVI se añadió sobre primitivo claustro una galería plateresca.
El Instituto de Turismo de España (Turespaña) tenía previsto finalizar la adecuación del parador nacional en la parte barroca del monasterio de Veruela para 2021, después de 13 años de retraso ya que las nuevas instalaciones hoteleras se esperaba que abrieran para la Exposición Internacional de Zaragoza de 2008. No ha sido así ni en 2021 ni en 2022. Ya en 2017, la Compañía de Jesús decidió retirar los restos de los jesuitas enterrados en el monasterio desde 1877 a 1875.
Dentro del monasterio se hallan la sala de exposiciones Espacio Bécquer y el museo de la D.O.Campo de Borja.

## Administración y política
| Período   | Alcalde                     | Partido |  |
| --------- | --------------------------- | ------- |  |
| 1979-1983 | Jorge Ramón Aznar Pérez     | Ind.    |  |
| 1983-1987 |                             | AP      |  |
| 1987-1991 |                             | PSOE    |  |
| 1991-1995 |                             | PSOE    |  |
| 1995-1999 |                             | PSOE    |  |
| 1999-2003 |                             | CDVM    |  |
| 2003-2007 |                             | PSOE    |  |
| 2007-2015 | María Ángeles Sánchez Riera | PSOE    |  |
| 2015-2021 | Marta Azagra Marco          | PSOE    |  |
| 2021-2023 | Ángel Bonet Melero          | PP      |  |

Ángel Bonel Melero es el alcalde desde el 6 de agosto de 2021.
| Partido político    | Partido político                                      | 1979   | 1983   | 1987   | 1991   | 1995   | 1999   | 2003   | 2007   | 2011   | 2015   | 2019   |
| Partido político    | Partido político                                      | Ediles | Ediles | Ediles | Ediles | Ediles | Ediles | Ediles | Ediles | Ediles | Ediles | Ediles |
|                     | Partido de los Socialistas de Aragón (PSOE-Aragón)    | —      | 3      | 4      | 4      | 4      | —      | 3      | 4      | 4      | 3      | 3      |
|                     | Partido Popular de Aragón (PP)-Alianza Popular (AP)   | —      | 4      | —      | 1      | 2      | —      | 0      | 1      | 2      | 2      | 2      |
|                     | Ciudadanos (CS)                                       | —      | —      | —      | —      | —      | —      | —      | —      | —      | 1      | 2      |
|                     | Chunta Aragonesista (CHA)                             | —      | —      | —      | —      | —      | —      | 2      | 2      | 1      | 1      | —      |
|                     | Partido Aragonés (PAR)                                | —      | —      | 3      | 2      | 1      | 3      | 2      | 0      | —      | —      | —      |
|                     | Colectivo de Convergencia (CC)-Izquierda Unida (IU)   | —      | —      | —      | —      | —      | —      | —      | —      | 0      | —      | —      |
|                     | Unificación Comunista de España (UCE)                 | —      | —      | —      | —      | —      | —      | —      | —      | 0      | —      | —      |
|                     | Colectivo por el Desarrollo de Vera de Moncayo (CDVM) | —      | —      | —      | —      | —      | 4      | —      | —      | —      | —      | —      |
|                     | Independiente                                         | 4      | —      | —      | —      | —      | —      | —      | —      | —      | —      | —      |
|                     | Unión de Centro Democrático (UCD)                     | 3      | —      | —      | —      | —      | —      | —      | —      | —      | —      | —      |
| Total de concejales | Total de concejales                                   | 7      | 7      | 7      | 7      | 7      | 7      | 7      | 7      | 7      | 7      | 7      |

## Fiestas
- Se celebran las fiestas de San Isidro, el 15 de mayo, con romería y actos populares.
- Las fiestas patronales, en honor de Santa Brígida, tienen lugar el segundo fin de semana del mes de agosto.
- También se celebran las fiestas de la Candelaria, primer sábado de febrero.
- En la localidad se conservaban dos dances, uno dedicado a la Inmaculada y otro dedicado a San José. Existía también un tercero dedicado a la Virgen del Monasterio.

## Personas notables
- Vicente José Turón Gil, (1941) Psiquiatra especializado en trastornos de la conducta alimentaria.[21]
- José Ángel Monteagudo Martínez (1969) Escritor. Entre sus numerosas obras destacan algunas que se refieren a la villa de Vera de Moncayo. "Vera de Moncayo. Memoria histórica" (Institución Fernando el Católico, 2005) ISSN: 0590-1626. Obra imprescindible para entender las tradiciones y la historia de la villa de Vera de Moncayo aportando esenciales documentos de archivo. "Oruña" (Editorial Certeza, colección Cantela, 2008) ISBN: 84-92524-11-1. Recrea la historia del poblado celtíbero de La Oruña, situado cerca del monasterio de Veruela.